# آرامستان ارامنه وستگان
گورستان ارامنه وستگان مربوط به دوره صفوی - دوره قاجار است و در شهرستان بروجن، بخش گندمان، کنار روستای وستگان واقع شده و این اثر در تاریخ ۲۵ خرداد ۱۳۸۱ با شمارهٔ ثبت ۵۸۷۶ به‌عنوان یکی از آثار ملی ایران به ثبت رسیده است.